# Tesofenzin
Tesofenzin (NS2330) je inhibitor ponovnog preuzimanja serotonin–noradrenalin–dopamina iz feniltropanske porodice lekova, koji se razvija za lečenje gojaznosti. Tesofenzin je prvobitno razvila danska biotehnološka kompanija NeuroSearch, koja je prenela prava na Sanionu 2014. godine.
Prema podacima iz 2019. godine, razvoj tezofenzin je prekinut za lečenje Alchajmerove i Parkinsonove bolesti, ali je u fazi III kliničkog ispitivanja za gojaznost.

## Osobine
Tesofenzin je organsko jedinjenje, koje sadrži 17 atoma ugljenika i ima molekulsku masu od 328,277 .
| Osobina                  | Vrednost |
| ------------------------ | -------- |
| Broj akceptora vodonika  | 2        |
| Broj donora vodonika     | 0        |
| Broj rotacionih veza     | 4        |
| Particioni koeficijent ( | 4,2      |
| Rastvorljivost (logS, log(mol/L))       | -5,0     |
| Polarna površina (PSA, Å2)  | 12,5     |

## Literatura
- Hardman JG, Limbird LE, Gilman AG (2001). Goodman & Gilman's The Pharmacological Basis of Therapeutics (10. изд.). New York: McGraw-Hill. ISBN 0071354697. doi:10.1036/0071422803.
- Thomas L. Lemke; David A. Williams, ур. (2007). Foye's Principles of Medicinal Chemistry (6. изд.). Baltimore: Lippincott Willams & Wilkins. ISBN 0781768799.